# Svatební košile (kantáta)
Svatební košile je kantáta Antonína Dvořáka pro sólisty, sbor a orchestr op. 69 z roku 1884 na motivy stejnojmenné literární předlohy, balady Svatební košile ze sbírky Kytice Karla Jaromíra Erbena z roku 1853.

## Historie díla
V roce 1883 byl Dvořák vyzván pořadateli Triennial Music Festival v anglickém Birminghamu, aby napsal velké orchestrální oratorium, které ze mělo být uvedeno. Dvořák se dohodl se svou libretistkou Marií Červinkovou-Riegrovou na napsání oratoria na základě námětu z českých dějin, v úvahách byl mj. příběh sv. Václava či mistra Jana Husa, nakonec však volba padla na mystickou baladu Svatební košile od Karla Jaromíra Erbena. Na skladbě autor pracoval od dubna do listopadu 1884, následujícího roku pak kantátu vydal anglický vydavatel Alfred Novello. Kantáta je nástrojově určena pro pikolu, dvě flétny, dva hoboje, anglický roh, tři klarinety, dva fagoty, čtyři lesní rohy, dvě trubky, tři pozouny, tubu, tympány, triangl, tam-tam, zvony, harfu, první a druhé housle, violy, violoncella a kontrabasy, dále pak smíšený pěvecký sbor a tři sólisty (soprán, tenor, bas). 
Před provedením v Anglii byla kantáta uvedena dvakrát v Čechách, 28. a 29. března 1885 v Plzni, za dirigování autora. Úspěch skladby (v překladu Spectre's Bride) na birminghamském hudebním festivalu 27. srpna téhož roku – se 400členným sborem, 150členným orchestrem a s Dvořákem na dirigentském pódiu – předčil všechna skladatelova očekávání. Dílo pak v následných měsících zaznělo již 2. prosince 1885 v Milwaukee, 1. února 1886 v Edinburghu, 2. února 1886 v Londýně, 11. a 13. února 1886 v Glasgow a 13. února 1886 opět v Londýně. V březnu 1886 následoval newyorský Brooklyn, 23. března 1886 Dewsbury, 24. března 1886 Leeds, 17. dubna 1886 Hradec Králové, 6. května 1886 Chicago, 10. května 1886 Filadelfie, 13. května 1886 Boston a další.

## Struktura
- Předehra
- Nr. 1. Sbor: "Už jedenáctá odbila"
- Nr. 2. Sopránové sólo: "Žel bohu, žel, kde můj tatíček?"
- Nr. 3. Tenorové a basové sólo a sbor: "Pohnul se obraz na stěně"
- Nr. 4. Duet: Sopránové a tenorové sólo: "Hoj, má panenko, tu jsem již!"
- Nr. 5. Basové sólo a sbor: "Byla noc, byla hluboká"
- Nr. 6. Basové sólo a sbor: "A on tu napřed skok a skok"
- Nr. 7. Duet: sopránové a tenorové sólo: "Pěkná noc, jasná"
- Nr. 8. Basové sólo a sbor: "Knížky ji vzal a zahodil"
- Nr. 9. Basové sólo a sbor: "A on vždy napřed – skok a skok"
- Nr. 10. Duet: sopránové a tenorové sólo: "Pěkná noc, jasná, v tomto čase"
- Nr. 11. Basové sólo a sbor: "A byla cesta nížinou"
- Nr. 12. Duet: Sopránové a tenorové sólo: "Pěkná noc, jasná, v tu dobu"
- Nr. 13. Basové sólo a sbor: "Tu na planině široké"
- Nr. 14. Duet: Sopránové a tenorové sólo: "Hoj, má panenko, tu jsme již"
- Nr. 15. Basové sólo a sbor: "Skokem přeskočil ohradu"
- Nr. 16. Basové sólo a sbor: "A tu na dveře: buch, buch, buch!"
- Nr. 17. Sopránové sólo: "Maria Panno, při mně stůj"
- Nr. 18. Basové sólo a sbor: "A slyš, tu právě nablízce"